# Adam Beyer
Adam Beyer, född den 15 maj 1976 i Stockholm, är en svensk technoproducent och DJ. Han är grundaren av Drumcode Records, Mad Eye Recordings och Truesoul Records. Som tonåring spelade Adam Beyer trummor, men efter att ha köpt sitt första mixerbord började han skapa bland annat techno och acid. 2010 startade han Drumcode radio.

## Diskografi
- Adam Beyer: Decoded, 1996
- Adam Beyer Protechtion 1999
- Adam Beyer: Ignition Key, 2002
- Fabric 22, 2005